# علی بوصابون
علی بوصابون (عربی: علي بوصابون؛ زادهٔ ۱۱ ژوئن ۱۹۷۹) بازیکن فوتبال اهل مراکش بود.
از باشگاه‌هایی که در آن بازی کرده‌است می‌توان به باشگاه فوتبال دن هاگ، باشگاه فوتبال فاینورد، باشگاه فوتبال خرونینگن، باشگاه فوتبال اوترخت، باشگاه ورزشی الوکره، باشگاه فوتبال ناک بردا، و باشگاه فوتبال النصر امارات اشاره کرد.
وی همچنین در تیم ملی فوتبال مراکش بازی کرده‌است.